# جامستجي تاتا

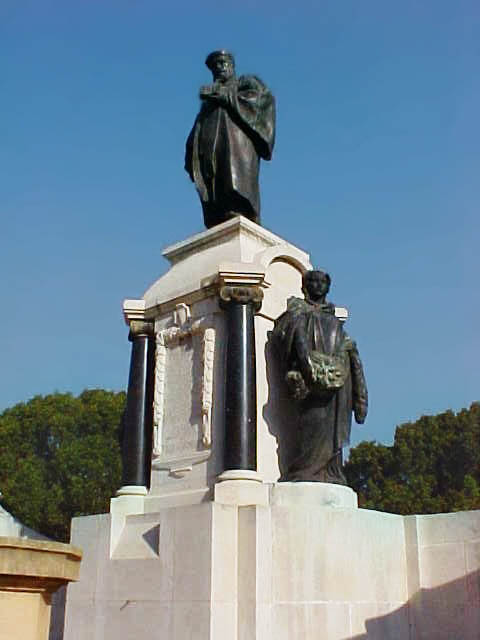
تمثال لجامستجي تاتا في مدخل المعهد الهندي للعلوم

جامستجي تاتا (بالإنجليزية: Jamsetji Tata)‏ (ولد 3 مارس، 1839 في غوجارات، الهند وتوفي 19 مايو، 1904 في هسن، الإمبراطورية الألمانية).

## نشأته
هو رجل أعمال هندي ولد لعائلة من البارسي.

## أعماله
يعتبر جامستجي أب الصناعة الهندية وذلك كونه مؤسس مجموعة تاتا. قام إيضا بإنشاء المعهد الهندي للعلوم الذي يعد أول معهد للعلوم بالهند كما يصنف اليوم كأفضل مركز للأبحاث بالهند .